# Isłam Bajramukow
Isłam Iljasowicz Bajramukow (ros. Ислам Ильясович Байрамуков; ur. 12 czerwca 1971) – kazachski zapaśnik w stylu wolnym. Trzykrotny olimpijczyk. Jedenasty na Igrzyskach w Atlancie 1996 w kategorii do 90 kg. Srebrny medalista z Sydney 2000 w kategorii 97 kg. Dziesiąty w Atenach 2004 w kategorii 96 kg.
Pięciokrotny uczestnik Mistrzostw Świata; czwarty w 1997. Brązowy medal na Igrzyskach Azjatyckich w 1994; czwarty w 1998 i szósty w 2002 roku. Pięć razy walczył medal w Mistrzostwach Azji, złoty w 2000. Najlepszy zawodnik Igrzysk Wschodniej Azji w 2001, trzeci w 1997, mistrz Igrzysk Centralnej Azji z 1995.